# ألفرد ريمي
ألفرد ريمي (بالإنجليزية: Alfred Remy)‏ هو صحفي أمريكي، ولد في 1870، وتوفي في 1927.